# Matchplay
Matchplay is een uitdrukking die in de sport gebruikt wordt. Hierbij speelt een tegenstander tegen een ander.
In een grote wedstrijd worden paren gevormd die volgens een speelschema (in het Engels: round-robin) tegen elkaar strijden. De winnaars strijden dan volgens dat schema weer tegen elkaar, tot er uiteindelijk maar één winnaar is.
Deze spelvorm geniet veel populariteit in de golfsport.
Onder tegenstander kan worden verstaan een individuele speler, een duo of zelfs een team.
Het is ook mogelijk dat twee teams matchplay tegen elkaar spelen. Er wordt dan onderling matchplay gespeeld. Het team met de meeste overwinningen wint de wedstrijd. Dit is in grote lijnen de manier waarop de grote landenwedstrijden in golf gespeeld worden. Bekende wedstrijden zijn de Ryder Cup, de Walker Cup en de Solheim Cup.